# Mower megye
Mower megye az Amerikai Egyesült Államokban, azon belül Minnesota államban található. Megyeszékhelye és legnagyobb városa Austin. Lakosainak száma 40 029 fő (2020. április 1.). Mower megye Dodge, Mitchell, Olmsted, Freeborn, Fillmore, Steele, Howard és Worth megyékkel határos.

## Népesség
A megye népességének változása:
| Lakosok száma | 38 603 | 39 221 | 39 320 | 39 371 | 39 327 | 39 116 | 40 029 |
|               | 2000   | 2010   | 2011   | 2012   | 2013   | 2015   | 2020   |